# 吉川広家
吉川 広家（きっかわ ひろいえ）は、戦国時代後期から江戸時代前期にかけての武将。毛利氏の一門で、周防国岩国領初代領主。初名は吉川 経言（きっかわ つねのぶ）。関ヶ原の戦いにて毛利氏存続のため、徳川方と内通したことで知られる。

## 生涯

### 生い立ち
永禄4年（1561年）11月1日、吉川元春と新庄局の三男として誕生。
元亀元年（1570年）、父と共に尼子勝久の討伐戦で初陣を飾った。
幼少時は「うつけ」で父を嘆かせたという逸話があり、杯を受ける際の礼儀作法がなっていないことなどを注意された書状が残っている。
また、天正5年（1577年）1月頃に吉川氏一族の宮庄氏を相続していたが、所領が少ないことを理由として、天正7年（1579年）の年末頃から天正10年（1582年）にかけて石見小笠原氏側からの養子縁組要請に乗って小笠原長旌の養子になろうとして、主君・毛利輝元の猛反対を受けた結果、破談となっている。
天正9年（1581年）1月14日、兄の元長から新たに仮名を与えられ、仮名を「次郎五郎」から「又次郎」と改める。
天正11年（1583年）10月、織田信長の死後に天下人となった羽柴秀吉（豊臣秀吉）の元へ、叔父・小早川元総（小早川隆景の養子）と共に森重政・高政兄弟との交換条件として人質として差し出された。当初、元春は隠居後の相手として広家を近くに置きたかったが、毛利氏の安泰のためにと人質として大坂に向かわせた。
同年10月3日、大坂城において秀吉と謁見。小早川元総が秀吉に寵愛され豊臣家の大名として取立てられたのに対して、広家はすぐに大坂から毛利氏に帰されており、同年11月には安芸へ帰国している。帰国した広家は、上洛の労をねぎらう輝元より隠岐国を与えられた。ただし、この措置は広家の石見小笠原氏入嗣問題の背景に、広家が自己の待遇に不満を抱いていることを輝元も認識していた上の対応策という側面もあった。

### 吉川氏当主
天正14年（1586年）11月15日、隠居の身ながら九州平定に従軍していた父・元春が豊前国企救郡の小倉城で病死した。
さらに天正15年（1587年）6月5日には同じく従軍中で吉川氏当主である長兄の元長が日向国都於郡の陣中で死去したため、広家が吉川氏の家督や居城の日野山城などの所領を継承する。
同年6月20日、筑前国箱崎において秀吉に謁見し、吉川氏相続を認められたことに感謝の意を表した。
さらに同年9月2日に毛利輝元から、毛利氏の祖先・大江広元の諱から「広」の一字書出を与えられ、「経言」から「広家」と改名した。また、同年に秀吉の命で肥後国人一揆鎮圧のため出陣している。
秀吉からも元春・元長死後の毛利氏を支えるその手腕を高く評価され、天正16年（1588年）7月25日、豊臣姓と羽柴の名字を下賜され、豊臣広家として従五位下に叙され、侍従に任官。同年8月2日には、従四位下に昇叙し、侍従如元。天正16年（1588年）10月、宇喜多直家の娘（宇喜多秀家の姉）で秀吉の養女となった容光院を正妻に迎え、秀吉の娘婿となった。
しかし、僅か2年後の天正19年（1591年）春に容光院は病死し、以後、広家は正妻を迎えず側室を置くのみにとどめ、容光院の菩提を弔った。なお、人質として出された広家の娘は一度も秀吉に御目見えを許されていない。
天正19年（1591年）に秀吉の命により、末次元康の居城であった月山富田城に入るよう命じられ、出雲3郡・伯耆3郡・安芸1郡及び隠岐一国に及ぶ14万石を支配することとなった。
この頃、山陰の政治・経済支配の拠点として近世城郭の米子城の築城に着手している。しかし、後述の文禄・慶長の役により中断され、完成を待たずして関ヶ原の戦い後に改易となっている。
文禄・慶長の役にも出陣し、しばしば毛利氏の別働隊を指揮し、碧蹄館の戦いなども参戦し功を挙げて、秀吉から日本槍柱七本の1人と賞讃された。第一次蔚山城の戦いでは籠城する加藤清正の救援に赴いて蔚山倭城を包囲した明将・楊鎬率いる明・朝鮮軍を撃退する功を立てた、この戦に広家が真っ先に進み出て明軍に向かって突撃し、続いて総勢が一度に突撃した、そして明軍の一隊の逃走先に進み退路を寸断すると、その方向へ明兵は逃げられなくなり、別方向に逃げた。この戦の奮戦ぶりも立花宗茂と共に清正からの賞讃も得た。
慶長2年（1597年）に叔父の小早川隆景が亡くなると、当主の毛利輝元から毛利秀元と共に毛利氏を支えるよう要請されている。ところが、隆景の死に伴って返上される予定となっていた三原5万石など毛利本家から与えられていた所領の扱いや、輝元の嫡男・秀就に後継者を譲る引き換えに独立した大名として遇されることになった秀元への所領配分が問題になった。黒田孝高に代わって豊臣政権の取次になった石田三成は秀元に広家の所領を与え、広家には隆景が毛利本家に持っていた所領を継がせる案を出した。これに所領を奪われる広家だけではなく、長門国を望んでいた秀元、秀元を出雲国に移すことは賛同するものの広家には替地として備中国を与えることを考えていた輝元は、それぞれの思惑で反発した。
豊臣秀吉が没した直後の慶長4年（1599年）1月に豊臣政権は広家へ与える替地を先送りしたまま、秀元には広家の所領14万石を与えることだけが決定されたが、この案を推進した石田三成が七将襲撃事件で失脚すると、6月になって徳川家康によって見直しが図られて、秀元には長門国が与えられ、広家の所領は変更なしとされた。この騒動は秀吉死後の毛利氏に少なからぬ混乱をもたらして輝元・秀元・広家の間の足並みの乱れを露呈させただけでなく、広家の三成への反発と家康への接近を招いたとする見方もある。

### 関ヶ原の戦い
慶長5年（1600年）の関ヶ原の戦いでは、毛利輝元が大坂城の三奉行、安国寺恵瓊、石田三成らの提案に同意して西軍の総大将に就任した。外交に通じた恵瓊は広家を嫌っており、主家に背いても東軍加担を主張する広家と、一たび事を起こした以上、西軍総大将の立場を貫くべきとする恵瓊は大坂城で激論を闘わせたとされる。しかし、あくまで家康率いる東軍の勝利を確信していた広家は、同じく毛利重臣である福原広俊と謀議を練り、恵瓊や輝元には内密にしたうえ独断で黒田長政を通じて家康に内通し、毛利領の安堵という密約を取り付ける。一方で、安濃津城攻略戦では主力として奮戦し、長政が一時顔色を失う局面もあった。
さらに9月14日、関ヶ原決戦前日にも広家は福原・粟屋就光の両重臣の身内2人を人質として送り、合わせて毛利の戦闘不参加を誓う書状を長政に送っている。同日付の本多忠勝と井伊直政が広家・福原広俊に宛てた連署起請文では、
- 輝元に対して、家康は疎かにする気持ちがないこと。
- 広家・広俊も家康に忠節を尽くしているので、同様に疎かにする気持ちのないこと。
- 輝元が家康に忠節を誓うのであれば、家康の判物を送ること。また、輝元の分国は相違なく安堵すること。

という内容が記されている。また、同日付の福島正則・黒田長政の連署起請文では、先述の忠勝・直政の起請文に偽りがないことを重ねて証明している。

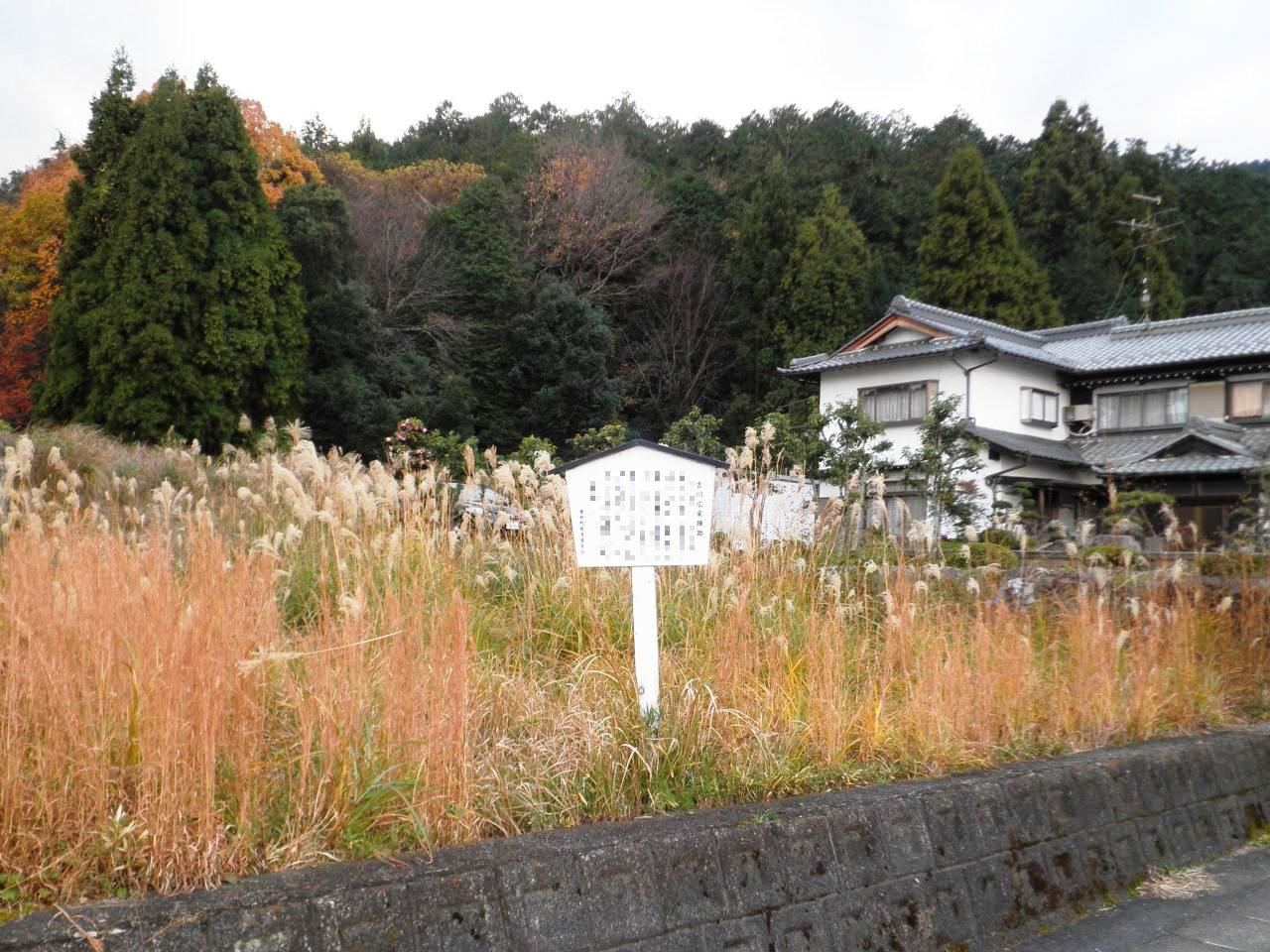
関ヶ原の戦いの吉川広家陣跡（岐阜県不破郡垂井町）

9月15日の本戦には西軍として参加したものの、家康に内通していた広家は南宮山に布陣、総大将の毛利秀元らの出陣を阻害する位置に陣取って毛利勢の動きを拘束した。あくまで西軍に加勢しようとする恵瓊や長宗我部盛親、長束正家の使者が来訪するが、広家は霧の濃さなどを理由に出撃を拒否、秀元にも「これから弁当を食べる」と言って要求を退けたと言われる。これを指して、「宰相殿の空弁当」という言葉が生まれた。
結果は家康率いる東軍勝利となり、毛利隊は戦わずに戦場を離脱せざるをえなくなった。合戦直後には長政に使者を立て書状を送っている。9月17日には長政と福島正則の連署で、「輝元は名目上の総大将に担ぎ上げられたに過ぎないから本領を安堵する」旨の書状が大坂城の輝元に送付され、広家としてはこれで輝元の内意と合って毛利氏も安泰と考えていた。

### 毛利氏改易の危機
10月2日になって、黒田長政から以下の内容の書簡が届いた。
毛利宗家の本領安堵は反故とされ、その後、広家には周防・長門の2ヶ国を与えるとの沙汰があった。
10月3日、広家はこの沙汰に対して、毛利本家存続のために家康に以下の内容の起請文を提出した。
広家のこの起請文に対し、家康は10月10日になって、輝元に対し広家に与えられるはずであった周防、長門の2ヶ国を毛利宗家に安堵すること、毛利輝元・秀就父子の身命の安全を保障する、旨の起請文を発行した。
広家の行動そのものは合戦前の7月15日に秀元や安国寺恵瓊の方針に不安を抱く福原広俊・宍戸元続・益田元祥・熊谷元直ら重臣によって秘かに行われた会議の結果を受けたものであるが、移封後は毛利氏の家政の第一線から退くことになる。
毛利宗家では、関ヶ原後、安芸国ほか山陽・山陰8か国120万5千石から防長2か国29万8千石への減封による減収を補うため、領内の徹底した検地に着手するが、山代慶長一揆、吉見広長の反乱など、減封に伴う混乱が起こっている。慶長15年（1610年）に毛利宗家（長州藩）は幕府の承認を得て、36万9千石に高直しが認められた。

### 岩国領主
防長への減封を受諾した毛利氏は、長門国阿武郡の萩に本拠を置いた（萩藩（長州藩））。藩内を分割して長府、徳山の分家（後に清末の孫家が加わる）と岩国吉川領を置き、広家には本拠地萩からもっとも遠く東の守り、本家及び直系一門の盾の位置となる岩国3万石の所領が与えられて岩国領の初代領主となった。（毛利宗家の高直しのあとで、岩国領も6万石に高直しされる）
長府・徳山・清末の三家は支藩として正式に諸侯に列せられたが、岩国領は藩とされず、吉川氏は長州藩からは家臣として扱われた。一方、家康からは岩国築城を許され、幕府からは大名としての扱いを受け、江戸に藩邸を構え参勤交代も行われるという複雑な立場となった。この微妙な立場は岩国城破却問題や2代目から11代目までの岩国領主の肖像画が描かれないなど、吉川氏に様々な苦渋をなめさせることになる。
ちなみに、支藩筆頭の名誉を担った西の長府藩主は関ヶ原で毛利勢の総大将として布陣しながら広家の内通に戦闘参加を阻まれた毛利秀元である。秀元は幼少の藩主・毛利秀就の輔佐のため長州藩の執政となり、筆頭重臣の地位にあった福原広俊と権力を争う事になり、広俊は広家に助けを求めた。広家は関ヶ原の一件を理由に表向きには動かなかったものの、反秀元派重臣の後ろ盾として動く事になる。
慶長10年（1605年）に熊谷元直粛清事件（五郎太石事件）が発生するが、広俊はこれを輝元と迅速に鎮圧すると共に、秀元・広家の両者に対して和解を強硬に申し入れて、両者はこれに応じている。だが、その後も秀元と広俊（及び背後の広家）との確執は続く事になる。この間、広家は慶長6年（1601年）、同8年（1603年）、同9年（1604年）、同11年（1606年）に徳川家康・秀忠父子と謁見している。
ところが、慶長19年（1614年）の大坂冬の陣の際に毛利秀元が輝元・秀就らと極秘に内藤元盛（佐野道可）を豊臣方に派遣した上、その事を広家や他の重臣には一切秘密にしていたと知った広家は激怒し、同年12月22日に隠居して嫡男の広正に家督を譲ったとされる。しかし、実質的には引き続き広家が政務を掌った。なお、福原広俊もこの問題の処理後の元和2年（1616年）に藩の政務から退いた。以後、藩政は秀元と益田元祥・清水景治らによって運営される事となる。
既に豊臣政権において独立した大名として認められていた秀元は長府家の家格上昇を図りながら藩政運営を行うことになり、対立関係にあった吉川氏の勢力削減を目論んだ。
元和の一国一城令を理由とした岩国城を破却などもこうした秀元の政策に基づくところが大きい。こうした秀元の方針に対して広家は表立っては沈黙していたものの、福原広俊らと共に秀元への対抗姿勢を示している。秀元は徳山藩主であった秀就の弟・毛利就隆を取り込んで秀就に反抗的な態度を取り続け、それに対抗すべく秀就は広家を味方にしていた。
もっとも、元就時代より吉川氏は庶流の筆頭として家臣団を統率するのが役割であった。一方、一度は宗家の後継となった秀元の長府毛利家がその経緯を盾に、他の分家との差別化と家格の上昇を図って宗家に準じた地位を確保しようとした側面がある。実際、輝元や広家の死後の寛永8年（1631年）に秀元はその専横を非難されて長州藩執政の地位を失って失脚し、後任の執政に就いたのは広家の子・広正であり、広正の正室に輝元の娘・竹姫を娶ったのは移封後のことである。
広家は家督を広正に譲って隠居した後も岩国領の実権は握り続け、元和3年（1617年）には188条にも及ぶ領内の統治法を制定するなど岩国の開発に力を注ぎ、実高10万石（最盛期には17万石とも）とも言われる岩国領、そして現在の岩国市の基礎を築いた。
元和4年（1618年）頃から、法名の「如兼」、または、「如券」を称する。
元和9年（1623年）10月、周防国玖珂郡通津の隠居所に移り住んだ。
寛永2年（1625年）9月21日、通津の隠居所において死去。享年65。
なお、広家の次男で吉見広頼の養子となっていた吉見政春が後に毛利姓を名乗ることを許され、毛利就頼と改名して長州藩一門家老の大野毛利家を創設している。

## 系譜
- 父：吉川元春（1530-1586）
- 母：新庄局（?-1606） - 熊谷信直の娘。
- 養父：吉川元長（1548-1587）
- 正室：容光院（?-1591） - 宇喜多直家の娘、宇喜多秀家の姉。
- 側室：光寿院（?-1641） - 若林藤兵衛の娘
  - 長男：吉川才太郎（1596-1598） - 慶長2年12月3日（1598年1月10日）に月山富田城で没。享年2。法号は天遊全済。
  - 次男：吉川広正（1601-1666） - 周防国岩国領2代領主。
- 側室：品川信重の娘
  - 四男：毛利就頼（1607-1676） - 吉見広頼の養子。大野毛利家初代当主。
- 側室：千寿院（?-1671） - 有福家経の娘
- 生母不明の子女
  - 三男：露白（?-1603） - 「露白」は法号。慶長8年8月2日（1603年9月7日）没。墓所は錦見[注釈 10]の孤月庵。
  - 長女：今子（1622-1662） - 益田就宣正室。寛文2年7月8日（1662年8月21日）没。享年41。法号は法雲院寂照理空。
- 養子
  - 女子（?-?） - 天野元嘉正室、 今田忠久の娘。

## 吉川広家を主題とする作品
小説
- 『うつけの采配』（中路啓太、2014年、中公文庫）ISBN 978-4122060197

テレビドラマ
- 関ヶ原（TBS、1981年、演：勝部演之）
- 葵 徳川三代（NHK大河ドラマ、2000年、演：なべおさみ）